# Quilapayún
Quilapayún (Mapudungun: Drei Bärte) ist eine 1965 gegründete Band aus Chile. Die Gruppe ist seit ihrer Gründung einer der Hauptvertreter des Nueva canción Chilena.

## Geschichte
Im Sommer 1965 riefen Julio Numhauser und die Brüder Carrasco ein Folk-Terzett ins Leben. Wenig später traf Patricio Castillo zur Gruppe und machte so das erste Line-Up perfekt. Die vier Musiker traten zunächst an chilenischen Universitäten auf, bekamen aber dank einer Zusammenarbeit mit Ángel Parra (Sohn von Violeta Parra) ihre ersten Gigs in Clubs von Santiago und Valparaíso. Ihr markantes Aussehen, mit schwarzen Ponchos und Bärten, nahm Quilapayún während ihrer Zusammenarbeit mit Víctor Jara an, mit dem sie Ende der 60er Jahre als künstlerischem Leiter arbeiteten.
Bereits kurz nach ihrer Gründung arbeiteten sie ihre musikalische Linie heraus, die von einer Verschmelzung der andinen Folklore mit politischen Texten geprägt ist. Zum Ausdruck kam diese Mischung besonders auf ihrem dritten Album aus dem Jahr 1968, "Por Vietnam" in dem sie klare Stellung gegen den Kriegskurs der USA, aber auch gegen die Unterdrückung Lateinamerikas beziehen.
Mit dem Wahlsieg Salvador Allendes 1970 kam das Nueva canción Chilena zu einer Blüte und erlangte auch internationale Aufmerksamkeit. Quilapayún konnte nun ebenfalls internationale Erfolge feiern, dehnte seine Touren nach Europa aus und wurde besonders in Argentinien und Uruguay populär. International galt Quilapayún, mit Inti-Illimani und Víctor Jara, wegen seines Engagements für die Unidad Popular als Botschafter des neuen Chile. Vor allem das Lied El pueblo unido steht neben Venceremos von Inti-Illimani als Symbol für die Aufbruchstimmung im Chile der Unidad Popular. Besondere Bekanntheit erlangte ihr Auftritt, bei dem sie wenige Tage vor dem Putsch in Chile am 11. September 1973 auf einer Massendemonstration für die Regierung Allende vor einer riesigen Menge das Lied sangen, hier wurde es zu dem, was es seit dem Putsch sein sollte – ein Symbol des verzweifelten Widerstands gegen die Diktatur.
Als das Militär am 11. September 1973 putschte, war die Gruppe auf einer Europatournee in Frankreich und musste bis 1988 im Exil bleiben.
Nach dem Ende der Diktatur in Chile spaltete sich die Gruppe in zwei Fraktionen: eine, die dauerhaft nach Chile zurückkehrte, und eine, die in Frankreich blieb. Ähnlich wie bei Inti-Illimani gibt es nun zwei Gruppen, die für sich den Anspruch erheben, die "wahren" Quilapayún-Mitglieder zu sein.

## Diskografie

### Studioalben
- 1967 – Quilapayún
- 1967 – Canciones folclóricas de América (mit Víctor Jara)
- 1968 – Por Vietnam
- 1969 – Quilapayún 3
- 1969 – Basta
- 1970 – Quilapayún 4
- 1970 – Cantata Santa María de Iquique
- 1971 – Vivir como él
- 1972 – Quilapayún 5
- 1973 – La fragua
- 1975 – El pueblo unido jamás será vencido
- 1975 – Adelante
- 1976 – Patria
- 1978 – Cantata Santa María de Iquique
- 1979 – Umbral
- 1980 – Alentours
- 1980 – Darle al otoño un golpe de ventana para que el verano llegue hasta diciembre
- 1982 – La revolución y las estrellas
- 1984 – Tralalí tralalá
- 1987 – Survarío
- 1988 – Los tres tiempos de América (mit Paloma San Basilio)
- 1992 – Latitudes
- 1999 – Al horizonte
- 2007 – Siempre
- 2009 – Solistas

### Livealben
- 1974 – Yhtenäistä Kansaa Ei Voi Koskaan Voittaa
- 1977 – Enregistrement Public
- 1983 – Quilapayún en Argentina
- 1985 – Quilapayún en Argentina vol. 2
- 1989 – Quilapayún ¡en Chile!
- 2004 – El reencuentro (CD und DVD)